# Coccorchestes clavifemur
Coccorchestes clavifemur är en spindelart som beskrevs av Balogh 1979. Coccorchestes clavifemur ingår i släktet Coccorchestes och familjen hoppspindlar. Inga underarter finns listade i Catalogue of Life.